# Martin Buser
Martin Buser (ur. 29 marca 1958 w Winterthur) – amerykański maszer. Jeden z najlepszych zawodników biorących udział w wyścigach psich zaprzęgów. Od 1979 mieszka w Big Lake w stanie Alaska.
Czterokrotny zwycięzca najbardziej prestiżowego wyścigu Iditarod. W swoim ostatnim triumfie w 2002 ustanowił, nieaktualny od 2014 roku, rekord szybkości pokonania trasy w tym wyścigu (8 dni, 22 godz., 46 min., 2 sek.) i od tego momentu jest pierwszą osobą, która pokonała trasę w czasie poniżej dziewięciu dni, po nim dokonali tego jeszcze Lance Mackey (8 dni, 23 godziny, 59 minut, 9 sekund w 2010 roku), John Baker (8 dni, 18 godzin, 46 minut, 39 sekund w 2011) oraz dwukrotnie Dallas Seavey (8 dni, 13 godzin, 4 godziny, 19 sekund w 2014 roku – aktualny rekord szybkości i 8 dni, 18 godzin, 13 minut, 06 sekund).